# Bipolaris micropus
Bipolaris micropus är en svampart som först beskrevs av Drechsler, och fick sitt nu gällande namn av Shoemaker 1959. Bipolaris micropus ingår i släktet Bipolaris och familjen Pleosporaceae.   Inga underarter finns listade i Catalogue of Life.